# Henry Proctor
Henry Arthur Proctor (Baxter Springs, 19 ottobre 1929 – Camas, 13 aprile 2005) è stato un canottiere statunitense.

## Palmarès

### Olimpiadi
- 1 medaglia:
  - 1 oro (Helsinki 1952 nell'otto)